# Todos a La Moneda
Todos a La Moneda (estilizado Tod@s a La Moneda y Todxs a La Moneda) fue un movimiento político creado en 2013 para sostener la candidatura presidencial del independiente Marcel Claude, apoyado por la Izquierda Unida y el Partido Humanista de Chile, para las elecciones realizadas el 17 de noviembre de 2013. 
Participó también como pacto electoral para las elecciones de consejeros regionales de 2013, aunque para las parlamentarias apareció como lista única del Partido Humanista, ya que para esta elección sólo se aceptaron pactos conformados por dos o más partidos constituidos legalmente. Por lo mismo, muchos de los integrantes de este movimiento (incluido el propio Claude), se inscribieron de forma instrumental a dicha colectividad.
En la elección presidencial Claude obtuvo sólo el 2,81% de las preferencias con 184 906 votos. El propio excandidato señaló que tras su derrota varios movimientos se retiraron de la coalición. De hecho, el Partido Humanista de Chile —única organización constituida legalmente como partido político— aseguró que no volverá a respaldar a Claude en una eventual repostulación para priorizar la unión de la colectividad con otras agrupaciones de izquierda extraparlamentaria.
En agosto de 2014, algunos movimientos políticos que formaron parte del comando de Claude (MPMR, IC Histórica, ex comunistas e independientes) anunciaron la creación de un partido político. Tras su Congreso Fundacional, decidieron rearticularse sin la presencia del excandidato presidencial para evitar el "caudillismo".
Otro grupo, en tanto, se opuso a esta medida y formó "Todos a La Moneda a Refundar Chile", colectivo que continuó sosteniéndose bajo la figura de Claude.
Para las elecciones municipales de 2016, varios movimientos que pertenecieron al pacto formaron la coalición Pueblo Unido junto al Partido Igualdad. En la presidencial del año siguiente Claude falló en su intento de volver a ser candidato, mientras que el grupo "Todos a La Moneda (TALM) Santiago" apareció apoyando al abanderado Eduardo Artés de Unión Patriótica.

## Ejes programáticos
La creación de una sociedad libertaria fue el principal eje transversal de la candidatura presidencial de Marcel Claude, adoptada por este movimiento. Sin embargo, en el marco de este principio se articularon 8 ejes que, a juicio de los humanistas y del propio candidato, eran indispensables para la sociedad chilena.
- Constitución política y democracia.
- Desconcentración y descentralización del Estado.
- Diversidad, derechos humanos, mayorías discriminadas.
- Pueblos Originarios.
- Desarrollo económico: Economía, trabajo, desarrollo productivo y seguridad social.
- Políticas Sociales: Salud, Educación, Desarrollo cultural, Vivienda.
- Política exterior y hacia América Latina.
- Medio Ambiente y Energía.

## Estructura organizacional (2013)
| Nombre             | Cargo                      |
| ------------------ | -------------------------- |
| Michely Bravo      | Coordinación General       |
| Tomás Hirsch       | Vocero                     |
| Francisco Carreras | Vocero                     |
| Carla Amtmann      | Vocera                     |
| Karen Hermosilla   | Vocera                     |
| Adrián Barahona    | Coordinador Comunicaciones |
| José Robredo       | Coordinador Prensa         |
| Andrea Huaiquimil  | Coordinador Redes Sociales |
| Leticia García     | Coordinador Programa       |
| Camilo Navarro     | Agenda                     |
| Alexis Meza        | Coordinador Mesa Política  |

## Organizaciones adherentes
- Consejo Nacional de Comités Comunistas de Chile
- Convergencia MIR
- Convergencia Anticapitalista
- Partido Humanista de Chile (PH) (2013-2014)
- Izquierda Comunista
- Izquierda Unida (2013)
- Nueva Izquierda (NI)
- Izquierda Cristiana Histórica (facción IC)
- Movimiento Amplio de Izquierda (MAIZ)
- Movimiento Patriótico Manuel Rodríguez (MPMR)
- Movimiento Socialista de los Trabajadores
- Movimiento de Pobladores Ukamau (Unión Nacional de Pobladores)
- Partido Pirata de Chile
- Unidad Comunista
- Unión Nacional Estudiantil (UNE CHILE)
- Red Libertaria
- Nueva Fuerza
- Los Hijos de Mafalda
- Movimiento Libres del Sur
- Socialismo Revolucionario
- Wallmapuwen